# A Room for Romeo Brass
Pour plus de détails, voir Fiche technique et Distribution.
Room for Romeo Brass est un film britannique réalisé par Shane Meadows, sorti en 1999.

## Synopsis
Deux jeunes adolescents, Roméo et Gavin sont ramener chez eux par Morell mais ce dernier tombe amoureux de la grande sœur de Roméo. Les deux garçons vont alors l'aider à lui faire la cour.

## Fiche technique
- Titre : Room for Romeo Brass
- Réalisation : Shane Meadows
- Scénario : Shane Meadows et Paul Fraser
- Musique : Nick Hemming
- Pays d'origine : Royaume-Uni
- Genre : comédie dramatique
- Date de sortie : 1999

## Distribution
- Andrew Shim (en) : Romeo Brass
- Ben Marshall : Knock Knock
- Paddy Considine : Morell
- Vicky McClure : Ladine
- Darren Campbell : Darren
- Julia Ford : Sandra
- Ladene Hall : Carol
- Frank Harper : Joseph
- Bob Hoskins : Steven Laws